# Nicolaus Schmidt
Nicolaus Schmidt (* 1953 tại Arnis ) là một nghệ sĩ và một nhà sử học người Đức. Ông học tại trường Đại học Nghệ thuật và trường Đại học tổng hợp tại Hamburg. Ông sống và làm việc tại Berlin.

## Nghệ thuật trong không gian công cộng

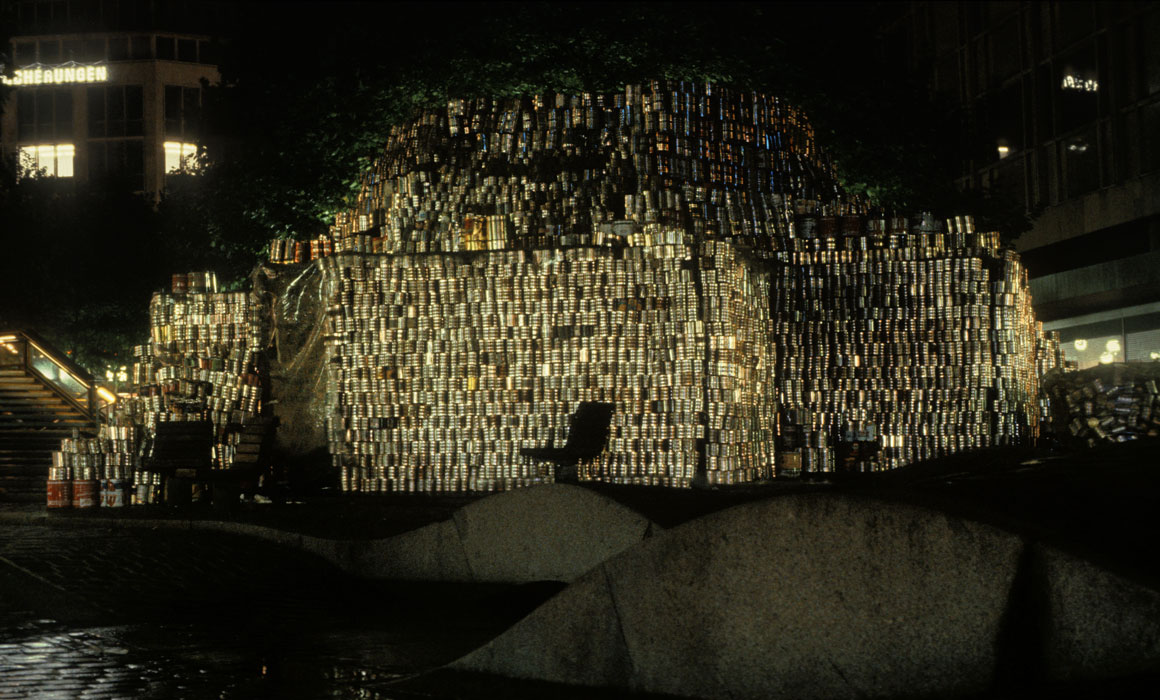
Cerro-Rico-Aktion, Hamburg, 1982

Năm 1982 tại Hamburg, với hoạt động Cerro-Rico (tên một ngọn núi ở Potosi, Bolivia), Nicolaus Schmidt đã thiết lập một mối liên kết giữa nghệ thuật trong không gian công cộng với hoạt động hợp tác phát triển. Được truyền thông hỗ trợ, trong một phong trào được xã hội hưởng ứng đã thu gom được khoảng 100.000 vỏ đồ hộp bằng sắt tây tráng kẽm và số vỏ đồ hộp đó đã được dựng lên ở Hamburg thành một ngọn núi lấp lánh mầu trắng có ý nghĩa tượng trưng, gợi nhớ đến ngọn núi Cerro-Rico ở Potosi, Bolivia. Với hoạt động này, Schmidt đã gợi lại sự bóc lột lịch sử của các quốc gia châu Âu đối với tài nguyên của các nước Nam Mỹ và lưu ý đến vấn nạn lao động trẻ em hiện nay trên ngọn núi cao 4.000 m này. Hoạt động Cerro-rico đã là tấm gương cho các hoạt động khác của công chúng ở Đức.
Năm 2008 Schmidt đã cùng với Christoph Radke tiến hành phong trào RECONSTRUCCION ở Valencia, một thành phố ở Tây Ban Nha, để đòi bảo tồn một khu phố có giá trị lịch sử ở đây.

## Hội họa, đồ họa, điêu khắc
Từ cuối những năm 1980 Nicolaus Schmidt đã phát triển một lĩnh vực làm nghệ thuật, được ông gọi là Morphogramme. Những ký hiệu được tối giản triệt để này được ông dẫn giải ra từ những hình khối của cơ thể con người. Schmidt đã áp dụng Morphogramme vào hội họa và cả vào điêu khắc. Một ví dụ cho cách làm này là chuỗi Zur Erschaffung Adams (1994) - như nghệ thuật trong không gian công cộng ở Berlin-Hellersdorf, một khu phố có nhiều người Việt Nam sinh sống.
Từ năm 2004 Nicolaus Schmidt tạo dựng „Kosmographie Gayhane" – một sự pha trộn giữa văn hóa phương Tây và văn hóa phương Đông. Trong dự án này Schmidt đã hòa hợp ảnh chụp chân dung những người đến dự chuỗi Party „Gayhane" dành cho những người đồng tính ở Berlin với những ký hiệu morphography của ông đã được ông trong công trình này tiếp tục phát triển thành một loại chữ viết giống chữ Ảrập. Thông qua dự án này, nhiếp ảnh đã trở thành một phương tiện truyền thông quan trọng đối với ông.

## Nhiếp ảnh
Những dự án ảnh của Nicolaus Schmidt thường tập trung vào các nhóm xã hội trong một xã hội. Từ năm 2007 dự án NYBP (New York Breakdancers Project) ra đời khi ông hợp tác với New Yorker Beakdance. Quyển sách Breakin' the City (2010) của ông mô tả các vũ công New Yorker Breakdancer trong khung cảnh kiến trúc đô thị. Năm 2011 ông xuất bản facebook: friends, quyển sách đầu tiên đề cập đến các anbum ảnh của hàng triệu người sử dụng Facebook. Năm 2013 ra đời quyển sách New York thứ hai "Astor Place | Broadway | New York" viết về một tiệm làm đầu huyền thoại, nơi có đến 50 thợ làm đầu nhập cư từ mọi ngõ ngách trên thế giới đến làm việc trong một gian phòng tầng hầm ở Manhattan. Năm 2015 một triển lãm ảnh phụ nữ Ấn Độ tổ chức trong Trung tâm quốc tế India ở New Delhi đã gây tiếng vang lớn trong báo chí. Triển lãm này và ấn phẩm INDIA WOMEN cũng đã gây một tiếng vang rộng khắp trong báo chí châu Âu. Năm 2015 tờ Neue Zürcher Zeitung viết "Tuy là nạn nhân của một chế độ phụ quyền cố hữu, nhưng người phụ nữ không tỏ ra mềm yếu trong những bức ảnh của Schmidt. [...] Ảnh của ông cho thấy một Ấn Độ đã loại bỏ cách nhìn nhận thần thánh hóa và làm cho quyền lực của các cấu trúc xã hội trở nên rõ ràng hơn." Năm 2018 Nicolaus Schmidt cho ra mắt một ấn phẩm giới thiệu những trang tiểu sử Đức-Việt bằng hình ảnh và bài viết mang tên "Việt-Đức". Quyển sách này là một sự kết hợp giữa sách ảnh và sách lịch sử. Những bức ảnh đó được Nicolaus Schmidt chụp năm 2017 tại Việt nam theo lời mời của Đại sứ quán Đức tại Hà Nội,
Lịch sử.
Từ năm 2010 Nicolaus Schmidt công bố những bài viết và sách về các chủ đề lịch sử về quê hương Bắc Đức của ông. Nhân dịp kỷ niệm 350 năm ngày thành lập Arnis - thành phố nhỏ nhất nước Đức, năm 2017 ông cho ra mắt quyển „Arnis 1667–2017". Quyển „Việt Đức – Những trang tiểu sử Đức-Việt như tầm gương phản ánh lịch sử" là tác phẩm đầu tiên của ông về một chủ để quốc tế.

## Triển lãm (chọn lọc)
- 1994: Morphogramme, Bảo tàng thành phổ Flensburg
- 2009: God Dancing / Spiders Flipping, Ngôi nhà Đức ở NYU, New York
- 2015: Diversity and Strength – Photographs of Women in India, Trung tâm quốc tế India, New Delhi, Ấn Độ
- 2015: MONSIEUR VUONG, Phòng tranh của Quỹ Nghệ thuật K52, Berlin
- 2017: INDIA WOMEN, Phòng trưng bày ảnh VHS, Stuttgart
- 2018: Deutschland in Vietnam, Ngôi nhà Đức tại Thành phố Hồ Chí Minh